# Andal

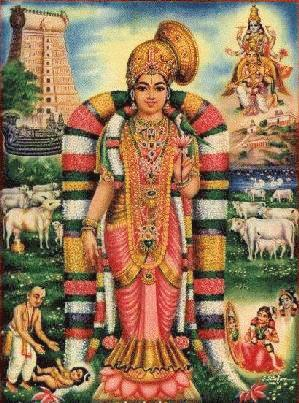
Altes Kunstwerk mit der Darstellung Andals; die einzige weibliche Alvar unter den insgesamt 12 Alvars.

Andal (Tamil: ஆண்டாள்) (Āndāl) ist eine hinduistische Mystikerin. Sie lebte vermutlich im 8. Jahrhundert und ist Verfasserin religiöser Hymnen zu Ehren Krishnas. Sie ist die zweitwichtigste einer Gruppe religiöser Dichter (Alvars) nach dem Poeten Nammalvar und gilt als einzige Frau in der Traditionslinie der religiösen Autoritäten (Gurus) des Vishnuismus.
In den spärlichen Berichten über Andals Leben vermischen sich Biographie und Legende. Sie soll als Adoptivkind des Alvars (Dichters) Periyalvar in der tamilischen Stadt Srivilliputtur bei Madurai aufgewachsen sein. Da der kinderlose Brahmane das Kind in seinem Garten auf der Erde liegend vorfand, nannte er sie „Geschenk der Mutter Erde“ (Godai oder Kotai), da er sie als Gabe von Vishnus Zweitfrau, der Erdgöttin Bhudevi (oder Bhumi), betrachtete.
Andal wuchs in einer Umgebung von Religion und Kultur auf und entwickelte ein starkes Interesse für Glaubensdinge. Eines Tages ereignete sich jedoch eine folgenschwere Begebenheit: Periyalvar bemerkte, dass sich die heranwachsende Andal die Blumenkränze, die für das Krishnabildnis im Tempel bestimmt waren, heimlich vorher umhängte, wodurch sie unrein wurden. Periyalvar betrachtete dies als Zeichen aufkeimender Eitelkeit, glaubte aber die Stimme Krishnas zu vernehmen, welche im sagte, dass die Figur fortan noch mit Blumenkränzen geschmückt werden sollte, welche vorher Andal getragen hatte.
Auf diese Weise machte Andal deutlich, dass sie nur mit Gott verheiratet werden wollte. Folgerichtig wurde sie in einer Brautprozession zum Tempel geleitet und dort mit dem Krishnabildnis „vermählt“. Dieser Schritt stellte einen gravierenden Bruch mit den sozialen Konventionen dar, da Andal nicht, wie üblich, verheiratet wurde, sondern aus freien Stücken den Weg einer Asketin ging.
Andal gründete einen Orden für Frauen und verfasste religiöse Gedichte in Tamil. Zwei von ihr erhaltene Hymnen sind „Tiruppavai“ über die Romanze von Krishna und den Kuhhirtenmädchen von Vrindavan, und das 143 Verse umfassende „Nachiyar Tirumoli“, welches in gewählter, bildhafter Sprache Episoden aus den Veden und den Puranas wiedergibt.
| Personendaten    | Personendaten            |
| ---------------- | ------------------------ |
| NAME             | Andal                    |
| ALTERNATIVNAMEN  | Antal                    |
| KURZBESCHREIBUNG | hinduistische Mystikerin |
| GEBURTSDATUM     | unsicher: 8. Jahrhundert |
| GEBURTSORT       | Srivilliputhur           |
| STERBEDATUM      | unsicher: 8. Jahrhundert |
| STERBEORT        | Srirangam                |